# Marco Luchi (baloncestista)
Marco Alesandro Luchi (Rosario, Santa Fe; 8 de septiembre de 1992), es un jugador de baloncesto argentino que se desempeña como pívot. Actualmente integra el plantel de Riachuelo de la Rioja en la Liga Nacional de Básquet.

## Biografía
Comenzó a jugar al básquet a los 9 años en Echesortu FC. Luego tuvo un paso por Rosario Central en 2013, y ese mismo año se incorporó a Sportivo Rivadavia de San Genaro, con el cual ganó el campeonato provincial en la temporada 2014–2015, logrando el ascenso al Torneo Federal.
En 2015 llegó a Sportivo Las Parejas, donde fue parte del equipo que obtuvo el subcampeonato del Torneo Federal y el ascenso al entonces llamado Torneo Nacional de Ascenso (TNA). Disputó la temporada siguiente en esa categoría con el equipo.
En 2017 pasó a Deportivo Norte de Armstrong, donde jugó durante tres temporadas en la Liga Argentina de Básquet.
En la temporada 2020/21 debutó en la Liga Nacional con Ciclista Olímpico, promediando 2.2 puntos, 2.1 rebotes y 0.5 asistencias por partido.
En 2021 se incorporó a Ferrocarril Oeste, donde permaneció tres temporadas. Durante la campaña 2023/24 promedió 5.8 puntos, 3.2 rebotes y 1.0 asistencias por encuentro.
En 2023 integró el plantel de Español de Osorno en Chile, jugando en la Liga Nacional de Básquetbol de Chile.
En agosto de 2024 fue anunciado como nuevo refuerzo de Riachuelo de La Rioja, donde juega actualmente.

## Trayectoria
| Club                            | País      | Año       |
| ------------------------------- | --------- | --------- |
| Echesortu FC                    | Argentina | 2001–2012 |
| Rosario Central                 | Argentina | 2013      |
| Sportivo Rivadavia (San Genaro) | Argentina | 2013–2015 |
| Sportivo Las Parejas            | Argentina | 2015–2017 |
| Deportivo Norte (Armstrong)     | Argentina | 2017–2020 |
| Ciclista Olímpico               | Argentina | 2020–2021 |
| Ferrocarril Oeste               | Argentina | 2021–2023 |
| Español de Osorno               | Chile     | 2023      |
| Ferrocarril Oeste               | Argentina | 2023–2024 |
| Riachuelo (La Rioja)            | Argentina | 2024–     |